# Gørding Sogn (Esbjerg Kommune)
 Denne artikel omhandler Gørding Sogn (Esbjerg Kommune). Der er også andre sogne med dette navn, se Gørding Sogn.
Gørding Sogn er et sogn i Ribe Domprovsti (Ribe Stift).
I 1800-tallet var Vejrup Sogn anneks til Gørding Sogn. Begge sogne hørte til Gørding Herred i Ribe Amt. Gørding-Vejrup sognekommune blev i 1909 delt, så hvert sogn var en selvstændig sognekommune. Ved kommunalreformen i 1970 blev både Gørding og Vejrup indlemmet i Bramming Kommune, der ved strukturreformen i 2007 indgik i Esbjerg Kommune.
I Gørding Sogn ligger Gørding Kirke.
I sognet findes følgende autoriserede stednavne:
- Ajke (bebyggelse, ejerlav)
- Bjerndrup (bebyggelse, ejerlav)
- Bjerndrup Mark (bebyggelse)
- Fladsbjerg (bebyggelse)
- Fonager (bebyggelse)
- Gørding (stationsby)
- Hallund (bebyggelse)
- Hejrskov (bebyggelse)
- Hessellund (bebyggelse, ejerlav)
- Ilsted (bebyggelse, ejerlav)
- Ilsted Mark (bebyggelse)
- Nørhøe (bebyggelse)
- Nørre Bøel (bebyggelse)
- Nørre Lovrup (bebyggelse)
- Stårup (bebyggelse, ejerlav)
- Stårup Bæk (vandareal)
- Sønder Bøel (bebyggelse)
- Sønder Bøel Mark (bebyggelse)
- Sønder Lovrup (bebyggelse)
- Tange (bebyggelse, ejerlav)
- Tangeris (bebyggelse)
- Troldhøj (areal)
- Varho (bebyggelse, ejerlav)